# Matthew Elshoff
Matthew Gregory Elshoff, OFM Cap. (Cincinnati, Ohio, Estados Unidos, 24 de septiembre de 1955) es un sacerdote católico estadounidense y fraile capuchino que fue nombrado obispo auxiliar de la Arquidiócesis de Los Ángeles en julio de 2023.

## Biografía
Elshoff nació el 24 de septiembre de 1955 en Cincinnati, Ohio, el primero de cinco hijos de Calvin e Irene (de soltera Molnar) Elshoff. Su familia se mudó a Los Ángeles cuando él era un niño, y asistió a la iglesia y escuela primaria St. Bede the Venerable en La Cañada, Flintridge, que estaba a cargo de las Hermanas de San Luis, quienes alentaron su vocación. Después de asistir a la escuela secundaria St. Francis, ingresó a la Orden de los Frailes Menores Capuchinos, Provincia de Nuestra Señora de los Ángeles en 1979, asistiendo al seminario en el Priorato de St. Albert antes de profesar votos solemnes el 22 de septiembre de 1979. Continuó sus estudios en la Escuela Dominicana de Filosofía y Teología, y se graduó en 1982 con títulos en teología y divinidad. Fue ordenado sacerdote por el cardenal Timothy Manning el 18 de junio del mismo año.

### Sacerdocio
La primera asignación de Elshoff luego de su ordenación fue como Director de Vocaciones para su provincia de Capuchinos, y luego en varios roles, incluyendo como maestro, capellán, consejero y presidente en la Escuela Secundaria San Francisco en La Cañada. Durante este tiempo, también obtuvo una maestría y una licencia en terapia matrimonial y familiar del Centro Familiar de California en 1986 y 1990. También se desempeñó como Ministro Provincial de su provincia de Capuchinos, así como también como Maestro de Novicios. A partir del 2018, Elshoff se desempeñó como pastor en la iglesia St. Lawrence of Brindisi en el vecindario Watts de Los Ángeles.

### Episcopado
El 18 de julio del 2023, el Papa Francisco, nombró a Elshoff obispo auxiliar de la Arquidiócesis de Los Ángeles y obispo titular de Lamzella.  El Arzobispo José Horacio Gómez lo consagrará como obispo el 26 de septiembre del 2023, en la Catedral de Nuestra Señora de Los Ángeles.